# تلال فالداي

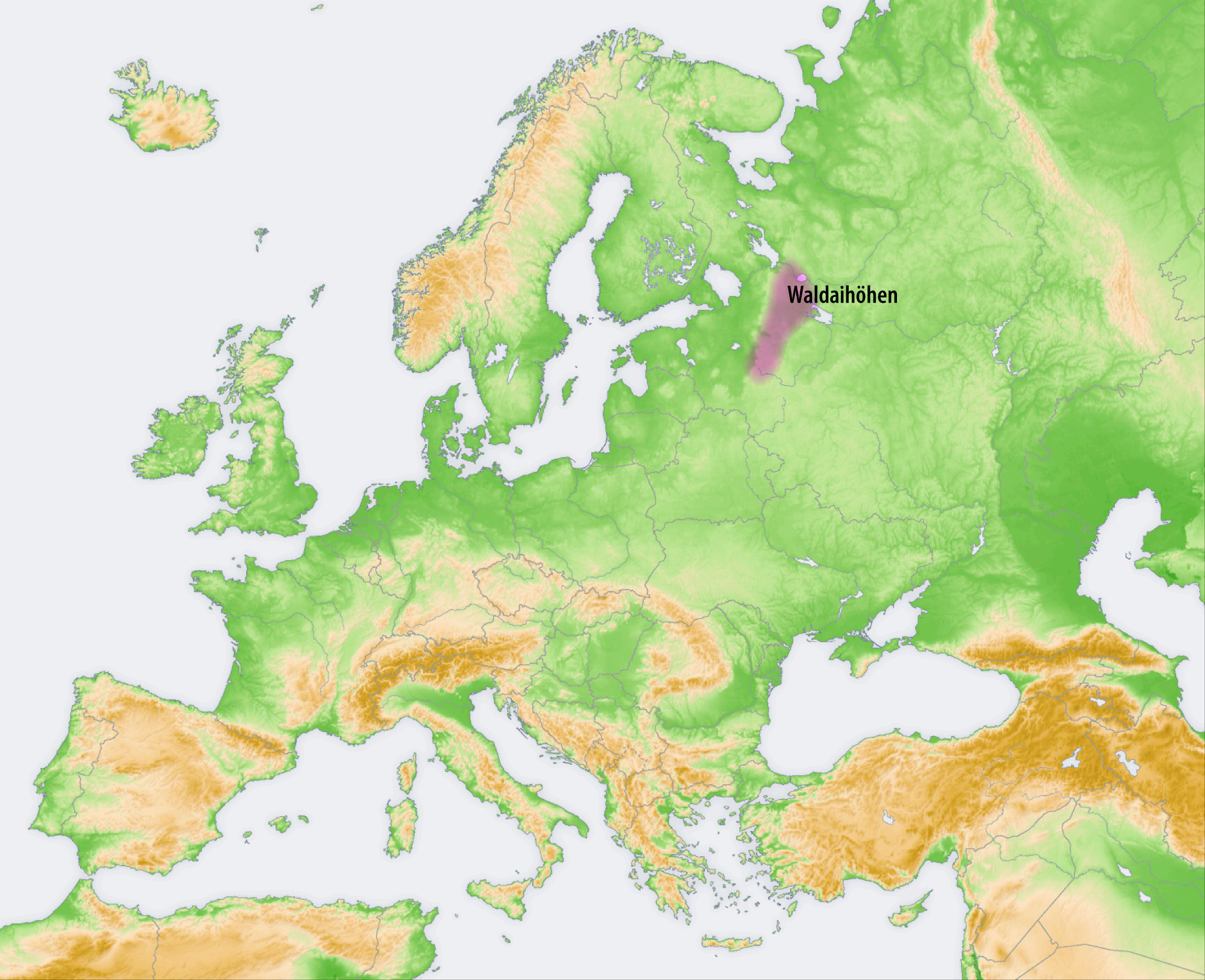
تقع تلال فالداي في الشمال الغربي لوسط أوروبا في روسيا

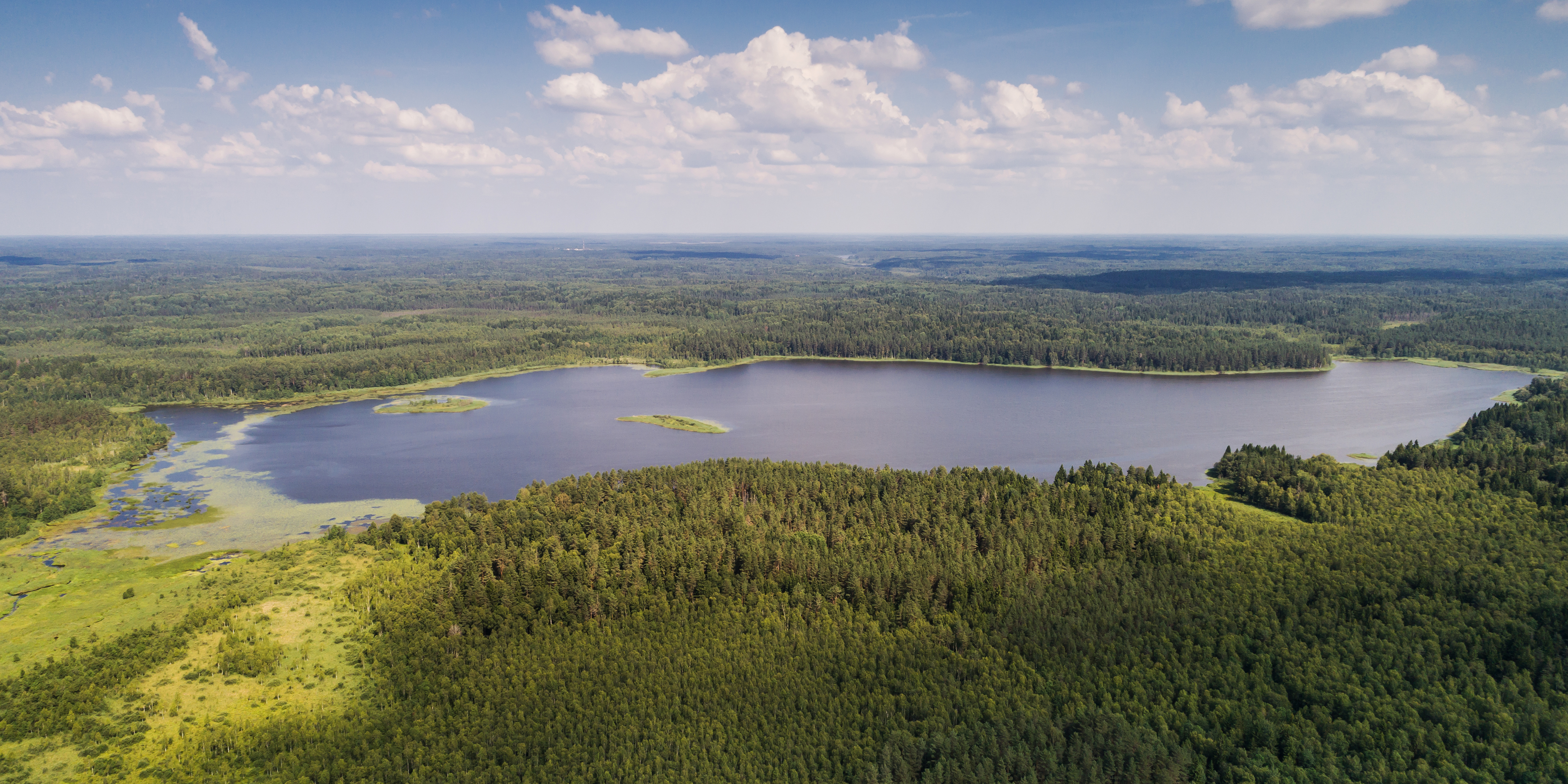
تلال فالداي في بحيرة سيتنو

تلال فالداي (بالروسية تكتب: Валдайская возвышенность) هي منطقة مرتفعات في شمال غرب وسط أوروبا تمتد من الشمال إلى الجنوب ، في منتصف الطريق بين سانت بطرسبرغ وموسكو ، ويمتد على لينينغراد ونوفغورود وتفير وبسكوف وسمولينسك أوبلاست.
تعد تلال فالداي مقصدًا سياحيًا شهيرًا ، تحديدا لصيد الأسماك. تشتهر مدن أوستاشكوف وفالداي أيضًا بارتباطاتهما التاريخية.
تم إنشاء حديقة فالديسكي الوطنية في عام 1990 في الجزء الجنوبي من نوفغورود أوبلاست لحماية المناظر الطبيعية لأعلى جزء من التلال. تشمل الحديقة بحيرة فالداي والقسم الشمالي من بحيرة سيليجر ، بالإضافة إلى بلدة فالدي. منذ عام 2004، تتمتع الحديقة الوطنية بوضع محمية المحيط الحيوي التابعة لليونسكو .

## الجغرافيا والجيولوجيا
تلال فالداي تمتد باتجاه الشمال من المرتفعات الروسية الوسطى . إلى الشمال الغربي تمتد مرتفعات فيبسين . تتغلف الحافة بمواد جليدية مترسبة على شكل موراين طرفي ومخلفات أخرى. تصل تلال فالداي إلى أقصى ارتفاع لها وهو 346.9 متر (1,138 قدم) بالقرب من فيشني فولوتشيوك .
نهر الفولغا ، و نهر دفينا (نهر دفينا الغربي) ، ولوفات ، ومستا ، ودنيبر ، وسياس ، وأنهار أخرى تنبع من تلال فالداي. وهكذا تنقسم المنطقة بين أحواض الصرف لبحر قزوين (الفولغا) ، والبحر الأسود (نهر الدنيبر) ، وبحر البلطيق (مستا ولوفات عبر فولخوف ، وسياس عبر بحيرة لادوجا ونيفا ، ودفينا).
يضم المكان العديد من البحيرات، ومن بينها بحيرة فولغو وبحيرة بينو وبحيرة سيليجر وبحيرة بروسنو وبحيرة فالدايسكوي .
وخلال الفترة الجليدية الأخيرة ، شكلت تلال فالداي بصخورها الصلبة حاجزأمام الجليد الجليدي الذي يتقدم من الشمال الغربي ويحول الجليد إلى الأراضي المنخفضة.